# Плей-ин НБА
НБА проводит турнир плей-ин для команд, занявших 7-10-е места в каждой конференции, с целью определения 7-го и 8-го посева в плей-офф в Восточной и Западной конференций. Турнир начинается по окончании регулярного сезона НБА и заканчивается перед стартом плей-офф.

## Формат

### Первоначальный формат
4 июня 2020 года Совет управляющих НБА утвердил план возобновления сезона 2019/2020 в Орландо штат Флорида, частью которого стало проведение матчей плей-ин. Если восьмая команда опережает команду на девятом месте в своей конференции на четыре победы и меньше, то обе команды сыграют турнир плей-ин. Если первый матч плей-ина выигрывает команда, занявшая восьмое место, то она выходит в плей-офф. Если первый матч плей-ина выигрывает команда, занявшая девятое место, то будет сыгран второй матч. Победитель второго матча плей-ин выходит в плей-офф. 

### Текущий формат
18 ноября Совет управляющих НБА утвердил проведение турнира плей-ин для сезона 2020/2021. 12 июля 2022 года Совет управляющих НБА утвердил турнир плей-ин на постоянной основе. Ранее решение о проведении плей-ин утверждалась ежегодно.
Команда, занявшая девятое место по итогам регулярного сезона, принимает команду, которая заняла десятое место, в матче на выбывание. Команда, занявшая седьмое место по итогам регулярного сезона, играет дома с командой, которая заняла восьмое место, в матче с двойным шансом, причём победитель этой встречи занимает 7-й посев в плей-офф. Проигравшая команда в матче с двойным шансом принимает команду, которая является победителем игры на выбывание, чтобы определить 8-й посев в плей-офф. Затем матчи плей-офф проходят в обычном формате.
Турнирная сетка текущего формата плей-ин.
|  | Матч плей-ин | Матч плей-ин                       | Матч плей-ин                                 |       |  | Матч за 8-й посев в плей-офф | Матч за 8-й посев в плей-офф                 | Матч за 8-й посев в плей-офф |  |          | Посев в плей-офф              | Посев в плей-офф                            | Посев в плей-офф |
|  |              |                                    |                                              |       |  |                              |                                              |                              |  |          |                               |                                             |                  |
|  | 7            | место по итогам регулярного сезона | Хозяева                                      |       |  |                              |                                              |                              |  |          |                               |                                             |                  |
|  | 8            | место по итогам регулярного сезона | Гости                                        |       |  |                              |                                              |                              |  |          | 7/8                           | Победитель матча плей-ин между 7 и 8 местом | 7-й посев        |
|  |              |                                    |                                              |       |  | 7/8                          | Проигравший матча плей-ин между 7 и 8 местом | Хозяева                      |  | 7/8/9/10 | Победитель матча за 8-й посев | 8-й посев                                   |                  |
|  |              | 9/10                               | Победитель матча плей-ин между 9 и 10 местом | Гости |  |                              |                                              |                              |  |          |                               |                                             |                  |
|  | 9            | место по итогам регулярного сезона | Хозяева                                      |       |  |                              |                                              |                              |  |          |                               |                                             |                  |
|  | 10           | место по итогам регулярного сезона | Гости                                        |       |  |                              |                                              |                              |  |          |                               |                                             |                  |

## Результат

### Первоначальный формат
Если команда, занявшая девятое место в конференции завершит регулярный сезон с отставанием в четыре победы и менее от команды, занявшей восьмое место, эти команды затем будут соревноваться в серии плей-ин. Чтобы выйти в плей-офф команде, занявшей более высокое место по итогам регулярного сезона, достаточно выиграть один матч из возможных двух. Чтобы выйти в плей-офф команде, занявшей более низкое место по итогам регулярного сезона, необходимо выиграть два матча подряд.

#### Восточная конференция
Так как занявший девятое место «Вашингтон Уизардс» имел отставание в семь с половиной побед от занявшего восьмое место «Орландо Мэджик», то турнир плей-ин не был проведён
| 8 место        | Счёт | 9 место           | Результат посева                                                             |
| -------------- | ---- | ----------------- | ---------------------------------------------------------------------------- |
| Орландо Мэджик | N/A  | Вашингтон Уизардс | «Орландо» вышел в плей-офф и был посеян под 8-м номеров в своей конференции. |

#### Западная конференция
Так как занявший девятое место «Мемфис Гриззлис» имел отставание в одну победу от занявшего восьмое место «Портленд Трэйл Блэйзерс», то для определения 8-го посева в плей-офф Западной конференции был проведён турнир плей-ин.
| 8 место                 | Счёт    | 9 место         | Результат посева |
| ----------------------- | ------- | --------------- | --- |
| Портленд Трэйл Блэйзерс | 126:122 | Мемфис Гриззлис | Так как выиграла команда, занявшая более высокий посев по итогам регулярного сезона, второй матч не был сыгран. «Портленд» вышел в плей-офф и был посеян под 8-м номеров в своей конференции. |

### Текущий формат
| Сезон          | Конференция | Матч между командами, занявшими 7 и 8 места в конференции | Матч между командами, занявшими 7 и 8 места в конференции | Матч между командами, занявшими 7 и 8 места в конференции | Матч между командами, занявшими 9 и 10 места в конференции | Матч между командами, занявшими 9 и 10 места в конференции | Матч между командами, занявшими 9 и 10 места в конференции | Матч за 8 посев в плей-офф | Матч за 8 посев в плей-офф | Матч за 8 посев в плей-офф |
| Сезон          | Конференция | Хозяева                                                   | Счёт                                                      | Гости                                                     | Хозяева                                                    | Счёт                                                       | Гости                                                      | Хозяева                    | Счёт                       | Гости                      |
| -------------- | ----------- | --------------------------------------------------------- | --------------------------------------------------------- | --------------------------------------------------------- | ---------------------------------------------------------- | ---------------------------------------------------------- | ---------------------------------------------------------- | -------------------------- | -------------------------- | -------------------------- |
| 2021 Подробнее | Восточная   | Бостон Селтикс                                            | 118:100                                                   | Вашингтон Уизардс                                         | Индиана Пэйсерс                                            | 144:117                                                    | Шарлотт Хорнетс                                            | Вашингтон Уизардс          | 142:115                    | Индиана Пэйсерс            |
| 2021 Подробнее | Западная    | Лос-Анджелес Лейкерс                                      | 103:100                                                   | Голден Стэйт Уорриорз                                     | Мемфис Гриззлис                                            | 100:96                                                     | Сан-Антонио Спёрс                                          | Голден Стэйт Уорриорз      | 112:117                    | Мемфис Гриззлис            |
| 2022 Подробнее | Восточная   | Бруклин Нетс                                              | 115:108                                                   | Кливленд Кавальерс                                        | Атланта Хокс                                               | 132:103                                                    | Шарлотт Хорнетс                                            | Кливленд Кавальерс         | 101:107                    | Атланта Хокс               |
| 2022 Подробнее | Западная    | Миннесота Тимбервулвз                                     | 109:104                                                   | Лос-Анджелес Клипперс                                     | Нью-Орлеан Пеликанс                                        | 113:103                                                    | Сан-Антонио Спёрс                                          | Лос-Анджелес Клипперс      | 101:105                    | Нью-Орлеан Пеликанс        |
| 2023 Подробнее | Восточная   | Майами Хит                                                | 105:116                                                   | Атланта Хокс                                              | Торонто Рэпторс                                            | 105:109                                                    | Чикаго Буллз                                               | Майами Хит                 | 102:91                     | Чикаго Буллз               |
| 2023 Подробнее | Западная    | Лос-Анджелес Лейкерс                                      | 108:102                                                   | Миннесота Тимбервулвз                                     | Нью-Орлеан Пеликанс                                        | 118:123                                                    | Оклахома-Сити Тандер                                       | Миннесота Тимбервулвз      | 120:95                     | Оклахома-Сити Тандер       |

## Результаты команд
В таблице приведены результаты команд всех конференций НБА по текущему формату с 2021 года. 
| Позиция команды по итогом регулярного сезона | Статистика игр | Статистика игр    | Посев в плей-офф | Посев в плей-офф | Посев в плей-офф    |
| Позиция команды по итогом регулярного сезона | Матч плей-ин   | Матч за 8-й посев | 7 место          | 8 место          | Не выход в плей-офф |
| -------------------------------------------- | -------------- | ----------------- | ---------------- | ---------------- | ------------------- |
| 7                                            | 5–1            | 1–0               | 5                | 1                | 0                   |
| 8                                            | 1–5            | 2–3               | 1                | 2                | 3                   |
| 9                                            | 4–2            | 3–1               |                  | 3                | 3                   |
| 10                                           | 2–4            | 0–2               |                  | 0                | 6                   |